# مزرعة قرة بلاغ (حومة أبهر)
مزرعة قرة بلاغ (بالإنجليزية: Mazraeh-ye Qarah Bolagh)‏ هي منطقة سكنية تقع في إيران في زنجان.